# Акьель, Фатих
Фати́х Акье́ль (тур. Fatih Akyel; 26 декабря 1977, Стамбул, Турция) — турецкий футболист, защитник. Выступал за сборную Турции. Бронзовый призёр чемпионата мира 2002 и Кубка конфедераций 2003.

## Карьера

### Клубная
Акьель пришёл во взрослый футбол из стамбульского любительского клуба «Алтынайспор», начал свою карьеру в 1996 году в стамбульском клубе «Бакыркёйспор». Его успешная игра привлекла к нему внимание сильнейших клубов Турции. В 1997 году Акьель подписал контракт с одним из грандов турецкого футбола, со стамбульским «Галатасараем». В составе «Галатасарая» в 2000 году он стал обладателем Кубка УЕФА и Суперкубка Европы, где в матче против мадридского «Реала» Акьель отдал результативную передачу Марио Жарделу, а на 103-й минуте забил золотой гол. С 2001 по 2002 год Акьель играл в испанской «Мальорке», однако на поле появлялся нечасто, и уже в следующем сезоне вернулся на родину, где выступал за «Фенербахче». Конец сезона немецкой Бундеслиги 2004/05 провёл в «Бохуме», далее играл в греческом ПАОКе из города Салоники. В январе 2006 года он подписал контракт с «Трабзонспором», а в 2007 году перешёл в клуб «Касымпаша». 2 февраля 2009 года Фатих подписал контракт с «Коджаэлиспором» до конца сезона. 27 января 2010 года стало известно, что Фатих Акьель подписал контракт с немецким клубом «Юрдинген 05». Спустя всего два дня Акьель объявил по СМС, что не сможет присоединиться к немецкому клубу.

### Международная
В национальной сборной Турции Акьель играл с 1997 по 2004 год, за этот период он провёл 64 матча, но отличиться ему так и не удалось. Акьель призывался сборной Турции для участия в крупных международных турнирах, среди которых Евро-2000, а также чемпионат мира 2002 и Кубок конфедераций 2003.

## Достижения
- «Галатасарай»
  - Обладатель Кубка Турции (3): 1995/96, 1998/99, 1999/2000
  - Чемпион Турции (3): 1997/98, 1998/99, 1999/2000
  - Обладатель Кубка УЕФА (1): 1999/2000
  - Обладатель Суперкубка УЕФА (1): 2000
- «Фенербахче»
  - Чемпион Турции (1): 2003/04
- Турция
  - Евро-2000 Четвертьфиналист
  - чемпионат мира 2002: 3 место
  - Кубок конфедераций 2003: 3 место

## Личная жизнь
Жену Фатиха Акьеля зовут Ширин, у них двое дочерей (Туана и Мелике).